# Brad Knott
John Bradford Knott, detto Brad (Carolina del Nord, 17 aprile 1986), è un politico statunitense, membro della Camera dei Rappresentanti per lo stato della Carolina del Nord dal 2025.

## Biografia
Brad Knott è figlio di Joseph Thomas Knott III, assistente procuratore degli Stati Uniti, nonché nipote di James Thomas Knott Jr., veterano della seconda guerra mondiale e membro del consiglio dei commissari della contea di Wake per dodici anni con il Partito Democratico. Sposò una compagna di scuola, la giocatrice di golf Joanna Saleeby, dalla quale ebbe due figli.
Brad Knott studio alla Baylor University e si laureò in giurisprudenza presso la Wake Forest University; dopo gli studi lavorò in ambito legale, divenendo un procuratore federale nella corte distrettuale orientale della Carolina del Nord.
Nel 2024 si candidò alla Camera dei Rappresentanti come membro del Partito Repubblicano. Nelle primarie repubblicane finì inizialmente secondo alle spalle di Kelly Daughtry, avanzando con lei al ballottaggio. Tuttavia, quando Donald Trump appoggiò pubblicamente la candidatura di Knott, Kelly Daughtry decise di ritirarsi dalla competizione e Knott ottenne così la nomination del partito. A novembre, si aggiudicò le elezioni generali con il 58,6% dei voti, divenendo così deputato.
Ideologicamente, Brad Knott si configura come conservatore.